# Caïphe
 (février 2012).
Si vous disposez d'ouvrages ou d'articles de référence ou si vous connaissez des sites web de qualité traitant du thème abordé ici, merci de compléter l'article en donnant les références utiles à sa vérifiabilité et en les liant à la section « Notes et références ».
Joseph, dit Caïphe (en grec : Καϊάφας, Kaïaphas), est un grand-prêtre du Temple de Jérusalem de 18 jusqu'à la Pâque 37.

## Biographie
Il est nommé en 18 par le préfet romain de Judée Valerius Gratus. Il était le gendre de Hanan ben Seth qui occupa la fonction de grand prêtre entre 6 et 15, et qui était à la tête d'une famille de la classe dirigeante qui fournira des grands prêtres pendant une partie du Ier siècle.
Bien que peu d'éléments de sa vie soient connus, les historiens supposent qu'il entretenait de bonnes relations avec le pouvoir romain et en particulier avec Ponce Pilate, compte tenu du fait qu'il occupa la fonction de grand prêtre pendant près de 20 ans (de 18 à 36). Avant Caïphe, Valérius Gratus avait en effet successivement révoqué et nommé quatre grands prêtres qui restèrent en service à peine un an. Il en est ainsi d’Ananus (appelé aussi Anân ou Ananias notamment dans les évangiles), Ishmael ben Phabi (Ismaël, fils de Phabi), puis Eleazar, un fils d'Ananus, enfin Simon, le fils de Kamith. Avec ces nominations-révocations successives Valérius Gratus voulait probablement montrer qu'il révoquerait tout grand prêtre qui n'agirait pas strictement dans l'intérêt des Romains. Caïphe avait donc parfaitement compris le message puisqu'il resta en place pendant 18 ans et ne fut même pas remplacé pendant le long exercice de Ponce Pilate (10 ans).
C'est sur cette suite de quatre grands prêtres qui ne sont restés en fonction que pendant un an que l'auteur chrétien Eusèbe de Césarée, s'appuie pour réduire la vie publique de Jésus à une durée de quatre ans et demi. Il conclut de cette série que la fonction de grand prêtre était à ce moment devenue une fonction avec une durée limitée à un an, ce que les historiens modernes savent faux et qui est contredit par le long exercice de la fonction de Caïphe. Il « démontre » ainsi cette durée de quatre ans et demi, à d'autres écrivains qui sont visiblement ses détracteurs et disposent d'autres éléments qui les conduisent à un ministère public de Jésus beaucoup plus long.
Fin 36 ou au plus tard en avril 37, Joseph Caïphe et le préfet romain Ponce Pilate sont démis de leurs fonctions par le légat de Syrie Lucius Vitellius (Antiquités judaïques, XVIII, 5),.
Ponce Pilate a eu des rapports très conflictuels avec la population juive. Ses relations avec les milieux sacerdotaux et en particulier avec le grand prêtre Caïphe semblent avoir été bien meilleures. Pour Jean-Pierre Lémonon, « Caïphe n'aurait pas pu se maintenir en place aussi longtemps s'il n'avait pas été en bons termes avec Pilate. » Il estime avec d'autres historiens, dont E. Mary Smallwood, que « Caïphe a été déposé par Vitellius en raison de sa connivence avec Pilate. »

## Caïphe dans le Nouveau Testament
Dans le Nouveau Testament, Caïphe est le souverain sacrificateur devant lequel Jésus est conduit après son arrestation (Matthieu 26:57).
D'après les Évangiles, Caïphe estimait que Jésus mettait la nation juive en danger : « Il est préférable qu'un homme meure plutôt que la nation tout entière » argumente-t-il.
Il est difficile d'identifier les deux autres membres de la famille, « Jean, Alexandre » qui sont nommés dans la version des Actes des Apôtres (4:6) qui est reconnue par les autorités ecclésiastiques, appelés « texte alexandrin » par les chercheurs. Le « texte occidental » de ces mêmes Actes, considéré comme une version antérieure parle de « Jonathan, Alexandre ». Jonathan serait ici Jonathan ben Hanan (souverain sacrificateur de la pâque à la pentecôte 37 et en 44). Alexandre pouvant être le deuxième nom d'Eleazar ben Hanan (grand prêtre en 16–17).
Actes 4:6 « avec Anne, le souverain sacrificateur, Caïphe, Jean/Jonathan, Alexandre, et tous ceux qui étaient de la race des principaux sacrificateurs. »
La coïncidence entre l'action de Caïphe et des principaux sacrificateurs contre Lazare (Jean 12:10) a conduit certains auteurs à spéculer sur un lien entre « les cinq frères dans la maison de mon père », de la Parabole du mauvais riche et du pauvre Lazare (Luc 16:27-28), et les cinq fils d'Anne,,.

## L'ossuaire de Caïphe?

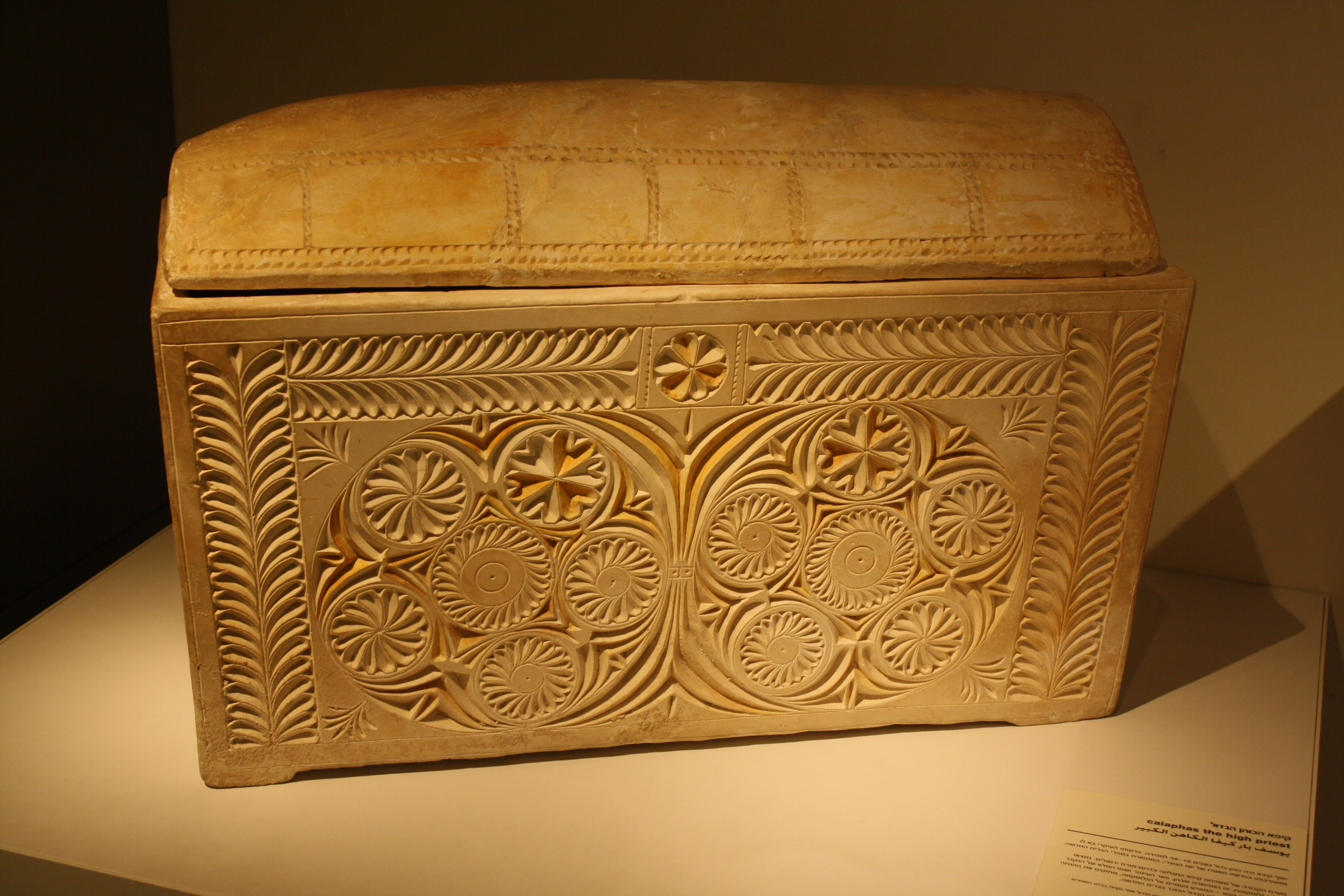
Ossuaire de Caïphe.

En novembre 1990 à Jérusalem, des ouvriers en aménageant une promenade pour piétons dans une petite forêt, au sud du mont Sion, mettent au jour une tombe juive. Une équipe d'archéologues sous la conduite de Zvi Greenhut, met au jour en décembre 1990 une douzaine d'ossuaires ainsi qu'une monnaie contemporaine d'Hérode Agrippa I, datée de 42/43. L'ossuaire attribué à Caïphe (en), disposé face au Temple de Jérusalem, contient les restes d'un homme d'une soixantaines d'année, d'une femme adulte, d'un jeune homme, de deux enfants et d'un nourrisson, tous morts de mort naturelle. Élégamment orné de motifs floraux, il porte deux inscriptions — l'une en hébreu, l'autre en araméen — disposées sur les petits côtés et peut-être réalisées par deux clous rouillés trouvés sur le sol : on peut y lire YWSF BR QF' (Joseph fils de Qafa en graphie hébraïque) et YWSF BR QYF (Joseph fils de Qaifa graphie araméenne), d'où l'interprétation controversée qui attribue cet ossuaire au Grand Prêtre Joseph, dit Caïphe.

## Myriam, fille de Josué, fils de Caïphe
La découverte d'un ossuaire portant l'inscription « Myriam, fille de Yeshua, fils de Caïphe, prêtres [de] Ma'azyah, de Beth Imri » pourrait nous en apprendre plus sur Caïphe. Selon le service de prévention du pillage archéologique, l'ossuaire, saisi par lui, proviendrait d'une tombe de la vallée d'Elah (en arabe Wadi es-Sunt), au sud-ouest de Jérusalem. Une publication des archéologues Boaz Zissu et Yuval Goren dans la revue Israel Exploration Journal de juin 2011, fait état de leur étude de l'ossuaire de Myriam (en) qui outre l'inscription est ornée d'une double rosace. Si ce n'est la prestigieuse ascendance de sa propriétaire, l'ossuaire ne présente pas une grande originalité par rapport aux milliers qui ont déjà été répertoriés. Le nom qui fait ici sensation est celui du grand prêtre Caïphe, dont les deux archéologues sont persuadés qu'il s'agit bien de celui qui est mentionné dans le Nouveau Testament.
L'inscription nous apprend que le père et le grand-père de Myriam étaient « prêtres [de] Ma'azyah ». Selon Le Monde de la Bible : « ce nom, attesté ici pour la première fois par l'archéologie, désigne la dernière des vingt-quatre classes de prêtres (cohanim) qui assuraient à tour de rôle le culte sacrificiel au Temple, à raison de deux semaines par an. »
La mention « de Beth Imri » peut s’interpréter de deux façons. Beth veut dire « maison » en araméen. Cela peut donc se lire :
- soit comme un nom de lieu où était située cette maison, indiquant comme c'est fréquent pour d'autres ossuaires juifs de cette époque, le berceau familial de Myriam[13] ;
- soit « comme un nom généalogique, désignant à quel ancêtre fondateur se rattachait sa famille, ici un dénommé Imri[13]» qui peut être rattaché à Imer, l'une des quatre familles citées dans Esdras 2,37 et Néhemie 7,40 comme étant montées de la Diaspora lors du retour à Zion.